# هاينريش بندر
هينريتش بندر (بالألمانية: Heinrich Bender)‏ هو مجدف ألماني، ولد في 2 ديسمبر 1902 في Lohrbach ‏ في ألمانيا، وتوفي في 10 يوليو 1943 في اليونان.

## وصلات خارجية
- هينريتش بندر على موقع الاتحاد الدولي للتجديف (الإنجليزية)
- هينريتش بندر على موقع اللجنة الأولمبية الدولية (الإنجليزية)
- هينريتش بندر على موقع أوليمبيديا (الإنجليزية)